# Thaumatoneura inopinata
Thaumatoneura inopinata é uma espécie de libelinha da família Megapodagrionidae.
Pode ser encontrada nos seguintes países: Costa Rica e Panamá.
Os seus habitats naturais são: regiões subtropicais ou tropicais húmidas de alta altitude e rios.